# Bursting Out
| Recensione       | Giudizio |
| ---------------- | -------- |
| Progarchives     |          |
| George Starostin | [ 4 ]    |

Bursting Out è il primo album live della band progressive rock inglese Jethro Tull, uscito nel 1978.

## Il disco
È un album live le cui tracce sono state registrate in occasione del tour Europeo di Heavy Horses fra il maggio e il giugno del 1978. Non c'è però certezza circa l'esatto luogo di registrazione di ogni singola traccia; l'unica data e località che si può desumere con certezza è il 28 maggio 1978 presso la Festhalle di Berna, dalla presentazione in quattro lingue fatta da Claude Nobs, con la quale l'album si apre.
L'album è anche noto come: Bursting Out: Jethro Tull Live, Bursting Out - Live e Live - Bursting Out.

## Tracce
Tutte le canzoni sono state scritte da Ian Anderson salvo indicazioni:

### Disco 1
1. Introduzione di Claude Nobs
2. No Lullaby - 5:34
3. Sweet Dream - 4:52
4. Skating Away on the Thin Ice of the New Day - 5:20
5. Jack in the Green - 3:36
6. One Brown Mouse - 4:07
7. A New Day Yesterday - 3:07
8. Flute Solo Improvisation / God Rest Ye Merry, Gentlemen (trad.) / Bourée (arr. da Bach) - 5:41
9. Songs From the Wood - 2:31
10. Thick as a Brick - 12:30

### Disco 2
1. Introduzione di Ian Anderson
2. Hunting Girl - 6:00
3. Too Old To Rock 'n' Roll, Too Young To Die - 4:19
4. Conundrum - 6:54 (Barlow/Barre)
5. Minstrel in the Gallery - 5:47
6. Cross-Eyed Mary - 3:39
7. Quatrain - 1:50 (Barre)
8. Aqualung - 8:34 (Ian Anderson/Jennie Anderson)
9. Locomotive Breath - 5:31
10. The Dambusters March/Medley - 3:27 (Anderson/Coates)

## Bursting Out - The Inflated Edition
Nel 2024 venne pubblicato il box set Bursting Out - The Inflated Edition. L'album fu riproposto in un cofanetto comprendente 3 CD e 3 DVD, contenenti tutti i brani remixati da Steven Wilson, brani extra del 1978 compreso il concerto completo Live at Madison Square Garden 1978.

### Disco 1
1. Introduction by Claude Nobs (Live) [Steven Wilson Remix] - Claude Nobs
2. No Lullaby (Live) [Steven Wilson Remix]
3. Sweet Dream (Live) [Steven Wilson Remix]
4. Skating Away (On The Thin Ice Of The New Day) [Live] [Steven Wilson Remix]
5. Jack-In-The-Green (Live) [Steven Wilson Remix]
6. One Brown Mouse (Live) [Steven Wilson Remix]
7. Heavy Horses (Live)
8. A New Day Yesterday (Live) [Steven Wilson Remix]
9. Flute Solo Improvisation (incl God Rest Ye Merry Gentlemen, Bouree) [Live] [Steven Wilson Remix]
10. Living In The Past (Instrumental) [Live]
11. Songs From The Wood (Live) [Steven Wilson Remix]
12. No Lullaby (Live) [Soundcheck Recording] [Steven Wilson Remix]
13. Sweet Dream (Live) [Soundcheck Recording] [Steven Wilson Remix]
14. Heavy Horses (Live) [Soundcheck Recording] [Steven Wilson Remix]
15. Botanic Man (Live) [Soundcheck Recording] [Steven Wilson Remix]
16. 4.W.D (Low Ratio) [Live] [Soundcheck Recording] [Steven Wilson Remix]

### Disco 2
1. Thick As A Brick (Live) [Steven Wilson Remix]
2. Hunting Girl (Live) [Steven Wilson Remix]
3. Too Old To Rock 'n' Roll: Too Young To Die! (Live) [Steven Wilson Remix]
4. Conundrum (Live) [Steven Wilson Remix]
5. Minstrel In The Gallery (Live) [Steven Wilson Remix]
6. Cross-Eyed Mary (Live) [Steven Wilson Remix]
7. Quatrain (Live) [Steven Wilson Remix]
8. Aqualung (Live) [Steven Wilson Remix]
9. Locomotive Breath (Live) [Steven Wilson Remix]
10. The Dambusters March (Live) [Steven Wilson Remix]
11. Conundrum (Live) [Soundcheck Recording] [Steven Wilson Remix]
12. Quatrain (Live) [Soundcheck Recording] [Steven Wilson Remix]
13. The Dambusters March (Live) [Soundcheck Recording] [Steven Wilson Remix]

### Disco 3 - Live at Madison Square Garden 1978
1. Sweet Dream Fanfare (Live at Madison Square Garden October 1978)
2. Sweet Dream (Live at Madison Square Garden October 1978)
3. One Brown Mouse (Live at Madison Square Garden October 1978)
4. Heavy Horses (Live at Madison Square Garden October 1978)
5. Thick As A Brick (Live at Madison Square Garden October 1978)
6. No Lullaby (Live at Madison Square Garden October 1978)
7. Flute Solo Improvisation (incl. God Rest Ye Merry Gentlemen, Kelpie) [Live at Madison Square Garden October 1978]
8. Songs From The Wood (with Pibroch intro) [Live at Madison Square Garden October 1978]
9. Quatrain (Live at Madison Square Garden October 1978)
10. Aqualung (Live at Madison Square Garden October 1978)
11. Locomotive Breath (Live at Madison Square Garden October 1978)
12. The Dambusters March (Live at Madison Square Garden October 1978)
13. A Single Man (incl. Drum Solo) [Live at Madison Square Garden October 1978]
14. Too Old Too Rock 'n' Roll:Too Old Too Die! (Live at Madison Square Garden October 1978)
15. My God (Live at Madison Square Garden October 1978)
16. Cross-Eyed Mary (Live at Madison Square Garden October 1978)

### DVD 1
1. Bursting Out - DTS and Dolby Digital 5.1 surround sound and Dolby Digital Stereo by Steven Wilson - Flat transfer of the original 1978 mix at 96/24 LPCM stereo

### DVD 2
1. Bursting Out - DTS and Dolby Digital 5.1 surround sound and Dolby Digital Stereo by Steven Wilson - Flat transfer of the original 1978 mix at 96/24 LPCM stereo

### DVD 3 - Live at Madison Square Garden 1978
1. Live at Madison Square Garden 1978 - DTS and Dolby Digital 5.1 surround sound and Dolby Digital Stereo by Steven Wilson

## Formazione
- Ian Anderson - voce, chitarra acustica, flauto
- Martin Barre - chitarra, mandolino, marimba
- John Evan - pianoforte, organo, fisarmonica, tastiere
- Barriemore Barlow - batteria, glockenspiel
- David Palmer - organo, tastiere
- John Glascock - basso, voce